# Fockea multiflora
Fockea multiflora, ou videira pitão/trepadeira, é uma grande liana suculenta, crescendo a cerca de 15m de comprimento e até 60 cm de diâmetro, e encontrado no Quénia, Tanzânia, Malawi, Zâmbia, Zimbabwe, Moçambique, Botswana, Namíbia e Angola. Fockea compreende 6 espécies, todas ocorrendo ao sul do equador na África.
Esta espécie tem uma base tuberosa inchada (Cáudice) com galhos estendidos no chão ou enrolando qualquer suporte disponível, o caudex variando muito em forma e segurando grandes quantidades de seiva leitosa e venenosa. As folhas são grandes (100 mm x 80 mm), amplamente elípticas, opostas, com as partes inferiores distintamente feltradas de branco. Essas folhas, assim como os frutos e sementes, são muito maiores do que outras espécies de Fockea.
A floração pode ocorrer na ausência de folhas. Invulgarmente grandes números de 15 mm de diâmetro, flores verde-amareladas nascem no crescimento jovem. As flores são bissexuais e regulares, 5-meras, perfumadas; o pedicelo hispídeo tem 5–13 mm de comprimento; as sépalas são lanceoladas, com cerca de 2,5 mm de comprimento, e híspidas na superfície externa; o tubo da corola é campanulado, 15-25mm de comprimento, lobos oblongos com margens e ápice levemente revolutos; a corona é branca e glabra; ovário superior. Os frutos são lisos, emparelhados e em forma de chifre, 10-22 cm × 1,5–3 cm, deiscência para liberação de múltiplas sementes aladas; sementes são ovadas e achatadas, 10 mm × 7–8 mm, alado curto.
Crescendo na faixa de altitude de 500 a 1200 metros, é comum e frequentemente encontrado em locais rochosos ou no sopé de colinas baixas, na floresta de Mopane ou Brachystegia, ou nas margens dos rios. Esta espécie é cultivada e comercializada como ornamental por entusiastas de suculentas.

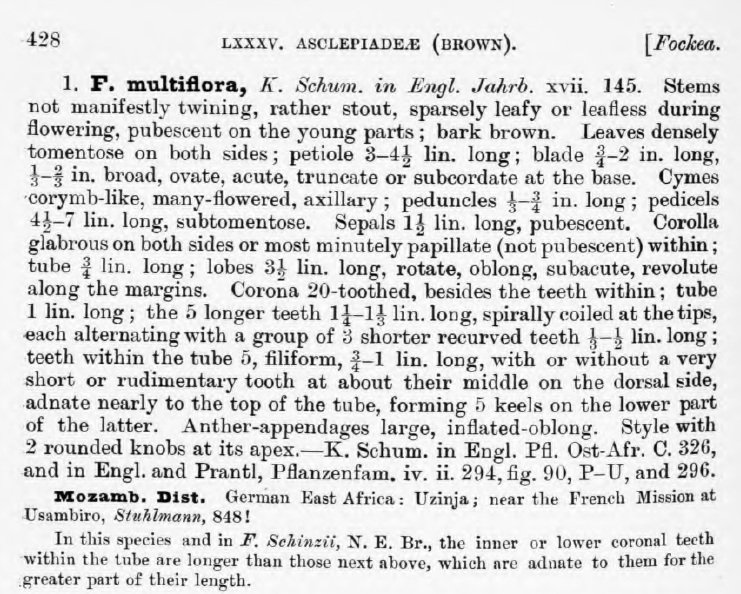
1904 descrição por NE Brown